# Cystostemon somaliensis
Cystostemon somaliensis är en strävbladig växtart som beskrevs av A.G. Miller och H. Riedl. Cystostemon somaliensis ingår i släktet Cystostemon, och familjen strävbladiga växter. Inga underarter finns listade i Catalogue of Life.